# Castello di Chiavenna Landi
Il Castello di Chiavenna Landi è una fortificazione situata a Chiavenna Landi, frazione del comune italiano di Cortemaggiore, in provincia di Piacenza.

## Storia
Le prime notizie sul castello risalgono al 1209 quando il Registrum Magnum del comune di Piacenza riferisce che Gislerio Landi costruì una torre nella località di Chiavenna, dopo aver stipulato un accordo che prevedeva che la metà della torre sarebbe stata ceduta allo stesso comune piacentino, che l'avrebbe utilizzata come avamposto per prevenire eventuali invasioni di truppe cremonesi. Nel 1212 il comune di Piacenza concesse ad alcune persone di affittare perpetuamente ampie porzioni di terreno situate nelle pertinenze del castello con l'obiettivo occulto di ottenere la bonifica di queste terre da parte dei beneficiari.

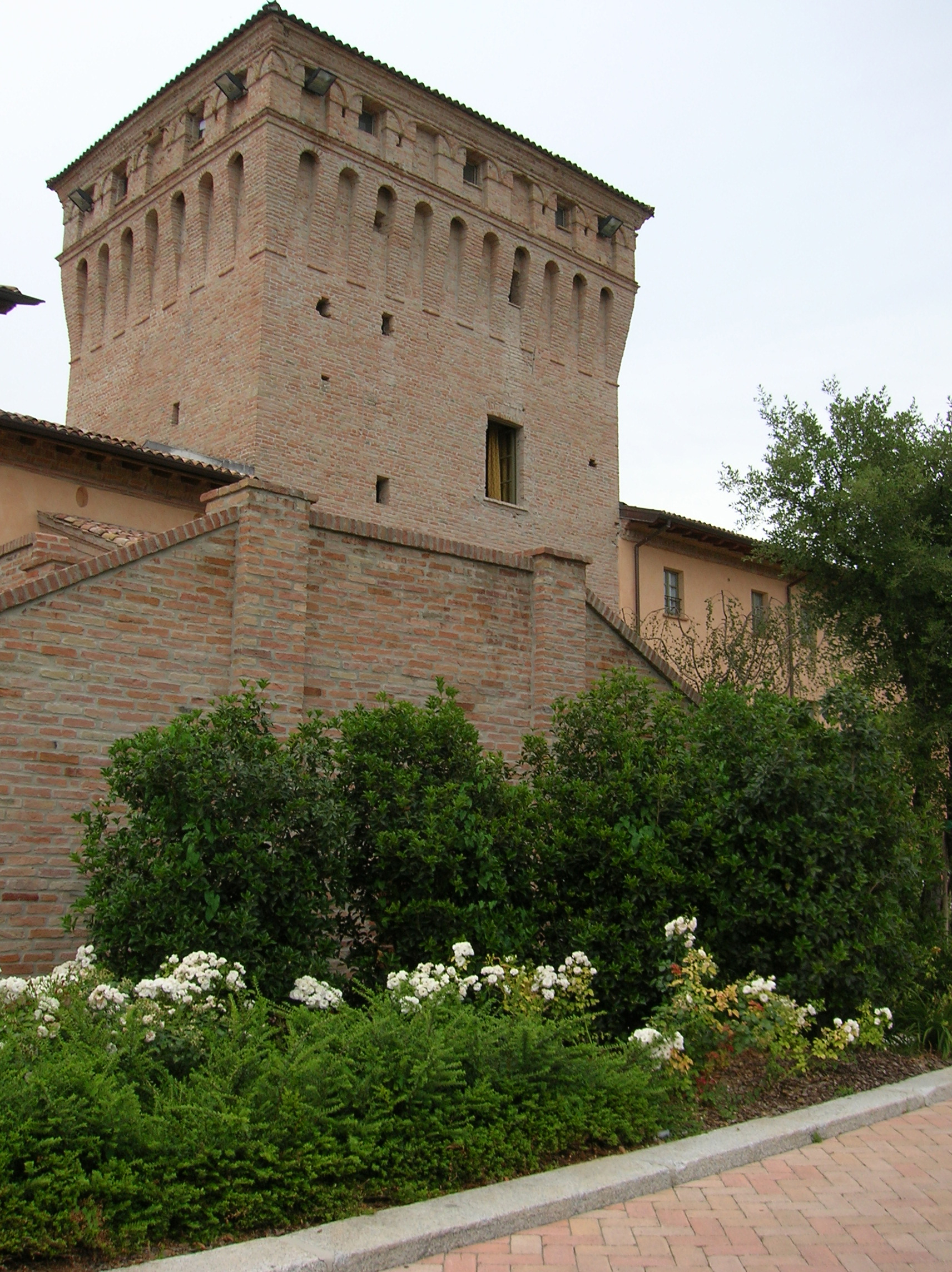
La torre edificata nel 1209 su iniziativa di Gislerio Landi

Il 30 ottobre 1466 il duca di Milano Galeazzo Maria Sforza investì il possesso del feudo di Chiavenna ai nobili Cadamosti; successivamente esso venne ceduto, nel 1490, al conte Antonio Mandelli il quale, a sua volta, nel 1522 lo alienò al marchese Giacomo Pallavicino che lo trasmise alla figlia Ippolita, la quale si era unita in matrimonio con un membro della famiglia Sanseverino. Nel 1597 la Camera Ducale farnesiana, al termine di una contesa giudiziaria, concesse alla contessa Ippolita Borromeo Sanseverino Barbiano la proprietà del castello di Chiavenna Sottana, a cui si aggiungevano un palazzo, alcune case e i diritti feudali sulla zona.
Ritornato tra le proprietà della Camera Ducale, nel 1648 il castello venne ceduto ai conti Giovanni, Ludovico, Galvano e Niccolò Landi, i quali investirono una somma di 220 000 lire per completare l'acquisto dell'edificio. Nei secoli successivi la fortificazione rimase tra le proprietà landiane fino alla metà del Novecento, quando, tramite la marchesa Teresa, entrò in possesso del marito, conte Cigala Fulgosi, che nel 1941 cedette la costruzione a Livio Cattadori.
Nel 2004 l'edificio, che negli anni precedenti era rimasto vittima dell'incuria e dell'abbandono, venne comprato dalla famiglia Ferri che avviò una serie di lavori finalizzati alla trasformazione in albergo e ristorante, pur preservando l'impianto della struttura.

## Struttura
Il complesso, che si presenta in buono stato di conservazione, presenta una struttura rettangolare ed è realizzato in laterizio. Oltre alla torre originaria, il castello risulta essere stato ampliato nel corso dei secoli con la costruzione di alcuni edifici rustici che ne hanno modificato l'aspetto iniziale.
La torre è caratterizzata da beccatelli posti nella parte superiore a sostegno di un cammino di ronda, dotato di caditoie e merlature ghibelline.